# Рынок Чагальчхи
Рынок Чагальчхи (кор. 자갈치 시장; Чагальчхи-сиджан) — крупнейший рынок морепродуктов в Азии, расположен в южнокорейском Пусане в районе Нампходон округа Чунку. Входит в число десяти наиболее известных достопримечательностей Пусана, поэтому торговые ряды ежегодно посещаются большим количеством туристов.
Первый рынок, на котором торговали морепродуктами, возник на этом месте в августе 1924 года. Однако современная его история берёт своё начало в 1945 году — он был построен корейцами, которые занимались добычей и торговлей рыбой и моллюсками, бежавшими в Пусан с севера полуострова после занятия его советскими войсками. Название рынка, как считается, возникло от слова чагаль (кор. 자갈 — гравий), потому что в период Корейской войны окрестности рынка были окружены гравием.
В 1960-е годы в окрестностях рынка имели место столкновения между представителями власти и уличными торговцами, в 1969 году именно здесь был основан пусанский профсоюз торговцев рыбой и морепродуктами. Итогом разрешения конфликта стало строительство в 1970 году трёхэтажного здания, что позволило сохранить в этом месте рынок. Здание было впервые отремонтировано в январе 1986 года, а в августе 2006 года капитально перестроено: были устроены два подземных этажа и семь надземных.

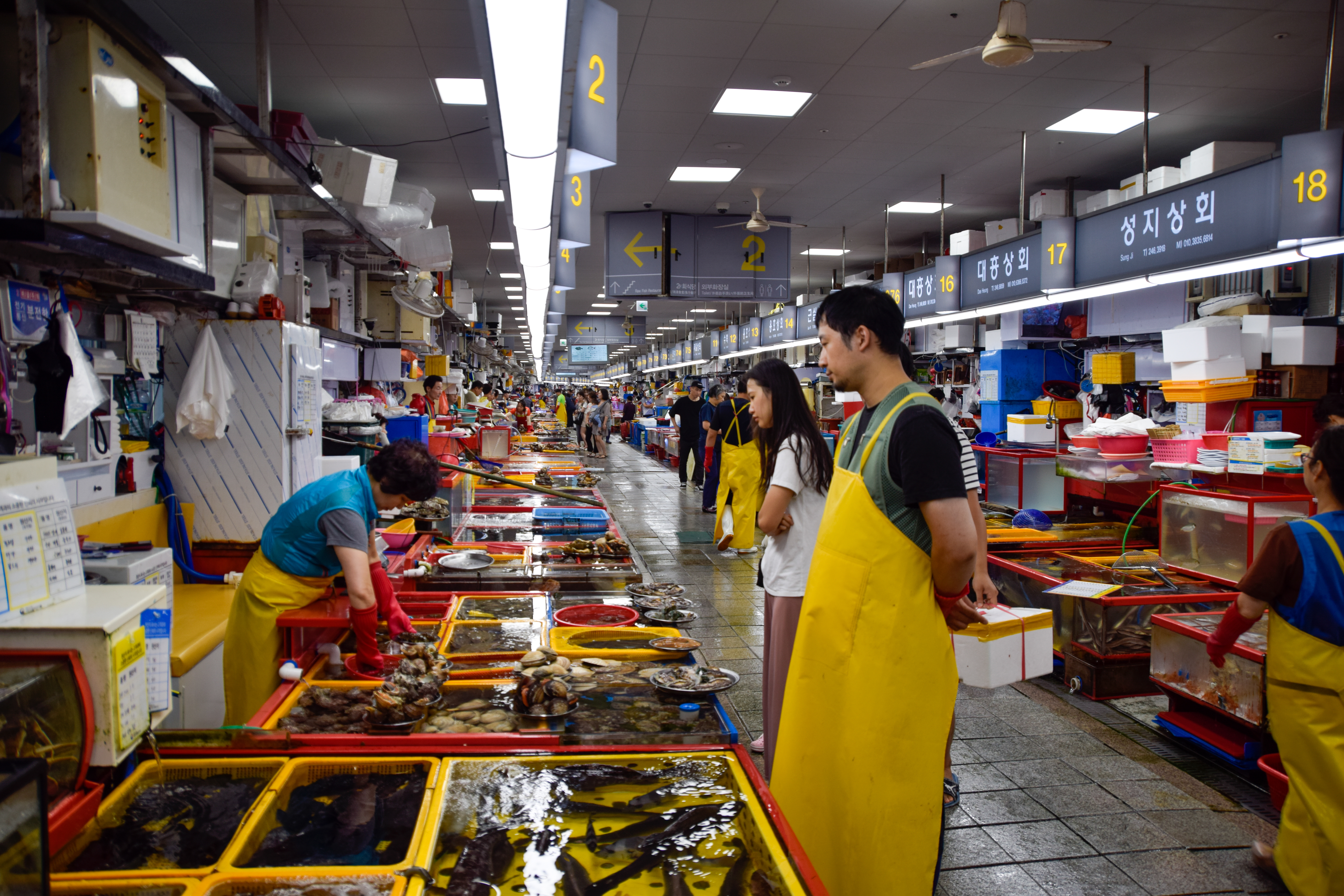
Рынок Чагальчхи внутри

Современное здание имеет семь надземных этажей, на его крыше расположена крытая терраса («небесный парк»), куда часто прилетают чайки и куда часто приходят люди, желающие наблюдать за ними. Отдельные участки стен здания выполнены из стекла. Торговля рыбой и морепродуктами происходит на первом этаже здания, а также в его окрестностях с уличных лотков. Большинство продавцов — женщины. На первом этаже также имеются просторные помещения с видом на море. На втором этаже организована торговля и приготовление блюд из рыбы, в первую очередь — сасими. Третий и четвёртый этажи отданы под офисы, на пятом и шестом располагаются рыбные рестораны, на седьмом — гостевые залы.